# Lista de singles número um na Korea K-Pop Hot 100 em 2014
Esta é uma lista dos singles número um na Billboard Korea K-Pop Hot 100 em 2014.

## História da parada
| Data            | Canção                                | Artista(s)       | Semanas como número um | Ref.   |
| --------------- | ------------------------------------- | ---------------- | ---------------------- | ------ |
| 4 de janeiro    | "Friday"                              | IU               | 2                      | [ 1 ]  |
| 18 de janeiro   | "Wind That Blows"                     | MC the Max       | 1                      | [ 2 ]  |
| 25 de janeiro   | "Like a Star"                         | K.Will           | 1                      | [ 3 ]  |
| 1º de fevereiro | "Some Occasional Showers"             | Gary feat. Crush | 1                      | [ 4 ]  |
| 8 de fevereiro  | "Goodbye"                             | Hyolyn           | 3                      | [ 5 ]  |
| 1º de março     | "Some"                                | Junggigo e Soyou | 6                      | [ 6 ]  |
| 12 de abril     | "During That Meet Your"               | Lee Sun Hee      | 1                      | [ 7 ]  |
| 19 de abril     | "Wildflowers"                         | Park Hyo-shin    | 1                      | [ 8 ]  |
| 26 de abril     | "200%"                                | Akdong Musician  | 2                      | [ 9 ]  |
| 10 de maio      | "Not Spring, Love or Cherry Blossoms" | HIGH4 & IU       | 1                      | [ 10 ] |